# Boblberg
Der Boblberg ist ein 674 m ü. A. hoher Berg in der Marktgemeinde Gutau in Oberösterreich.

## Geografie
Der Boblberg gehört zur Raumeinheit des Aist-Naarn-Kuppenlandes. Er befindet sich im Norden der Ortschaft Marreith in der Katastralgemeinde Hundsdorf. Er ist Teil des Einzugsgebiets der Waldaist im Osten und des Baches von Wenigeder im Westen. Der Berg besteht aus Weinsberger Granit.
Ein Abschnitt des Boblbergs liegt im Europaschutzgebiet Waldaist-Naarn.

## Geschichte
Die Einzelsiedlung Boblmayr mit der Adresse Marreith 8 ist ein alter Hof südöstlich des Gipfels, der im Theresianischen Gültbuch von 1750 als Popplhof, im Josephinischen Lagebuch von 1787 als Bablmayrgut und im alten Grundbuch der Jahre 1790 bis 1793 als Poplhof genannt wurde.

## Kultur und Freizeit

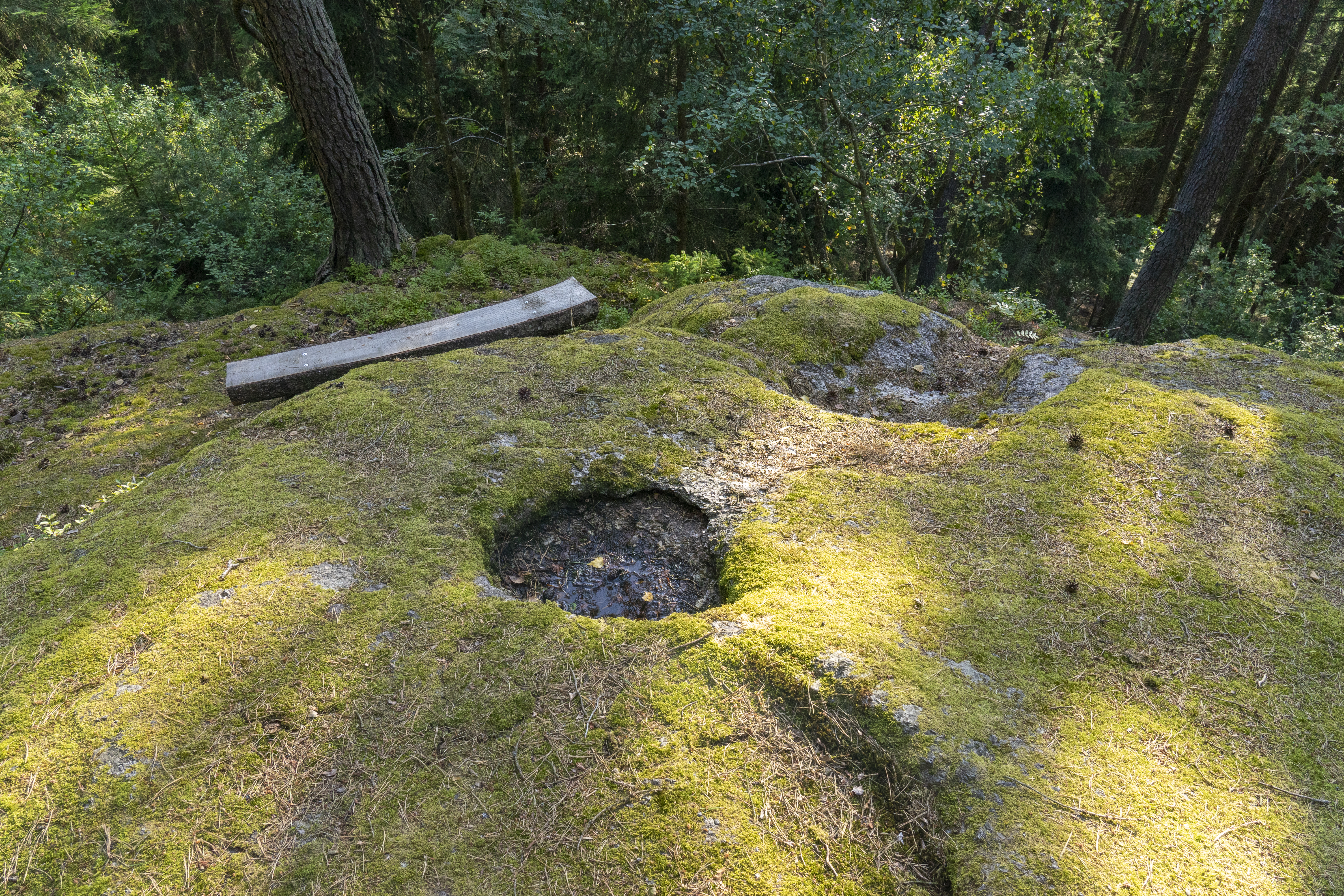
„Opferschale“ am Boblberg

Im Waldgebiet am Boblberg gibt es einen Felsüberhang, der von der lokalen Bevölkerung als „Russenversteck“ bezeichnet wird. Weiter Richtung Gipfel sind neben mehreren Schalensteinen ein Pechölstein vorhanden. Die Österreichische UNESCO-Kommission nahm das traditionelle Handwerk des Pechölbrennens im östlichen Mühlviertel 2013 in das Verzeichnis des immaterielles Kulturerbes in Österreich auf.
Zwei leichte Wanderwege führen über den Boblberg: der 13,4 Kilometer lange Waldluftbadeweg Prandegg und der 2,8 Kilometer lange Mystikpfad.